# فهرست جایزه‌ها و نامزدی‌های انتقام‌جویان (فیلم ۲۰۱۲)

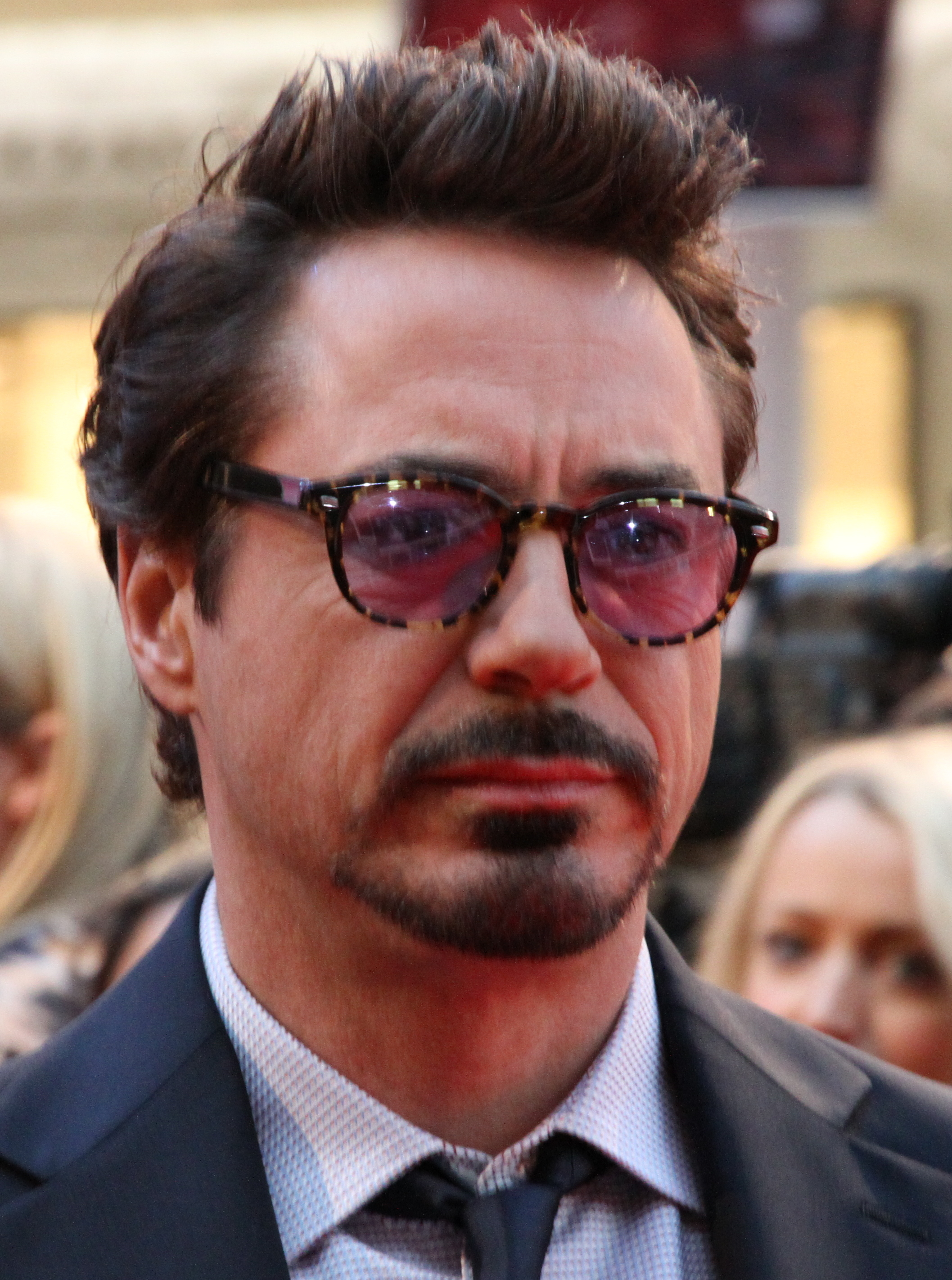
رابرت داونی جونیور بیشترین تعداد نامزدی‌های بازیگری برای فیلم انتقام‌جویان را با مجموع ده نامزدی دریافت کرده است.

فهرست زیر شامل جوایز دریافت شده و نامزد شده فیلم انتقام‌جویان می‌باشد.
| جایزه                            | مراسم          | دسته بندی                                                                    | نامزد(ها) و برنده(ها)                                                                                       | نتیجه    | منابع                |
| -------------------------------- | -------------- | ---------------------------------------------------------------------------- | --- | -------- | -------------------- |
| جایزه تریلر طلایی                | ۳۱ مه ۲۰۱۲     | Summer 2012 Blockbuster Trailer                                              | انتقام‌جویان "خصوصی"                                                                                         | نامزدشده | [ ۱ ]                |
| جایزه تریلر طلایی                | ۳۱ مه ۲۰۱۲     | بهترین فیلم اکشن تی‌وی سپت                                                    | انتقام‌جویان "متناسب"                                                                                        | نامزدشده | [ ۱ ]                |
| جوایز برگزیده نوجوانان           | ۲۲ ژوئیه ۲۰۱۲  | Choice Movie: Sci-Fi/Fantasy                                                 | انتقام‌جویان                                                                                                 | نامزدشده | [ ۲ ] [ ۳ ] [ ۴ ]    |
| جوایز برگزیده نوجوانان           | ۲۲ ژوئیه ۲۰۱۲  | Choice Movie Actor: Sci-Fi/Fantasy                                           | کریس همسورث                                                                                                 | نامزدشده | [ ۲ ] [ ۳ ] [ ۴ ]    |
| جوایز برگزیده نوجوانان           | ۲۲ ژوئیه ۲۰۱۲  | Choice Movie Actor: Sci-Fi/Fantasy                                           | رابرت داونی جونیور                                                                                          | نامزدشده | [ ۲ ] [ ۳ ] [ ۴ ]    |
| جوایز برگزیده نوجوانان           | ۲۲ ژوئیه ۲۰۱۲  | انتخاب بازیگر زن: فانتزی علمی/فانتزی                                         | اسکارلت جوهانسون                                                                                            | نامزدشده | [ ۲ ] [ ۳ ] [ ۴ ]    |
| جوایز برگزیده نوجوانان           | ۲۲ ژوئیه ۲۰۱۲  | Choice Movie: Hissy Fit                                                      | مارک رافلو                                                                                                  | نامزدشده | [ ۲ ] [ ۳ ] [ ۴ ]    |
| جوایز برگزیده نوجوانان           | ۲۲ ژوئیه ۲۰۱۲  | Choice Movie: Villain                                                        | تام هیدلستون                                                                                                | نامزدشده | [ ۲ ] [ ۳ ] [ ۴ ]    |
| جوایز برگزیده نوجوانان           | ۲۲ ژوئیه ۲۰۱۲  | انتخاب فیلم: مرد صحنه دزد                                                    | کریس ایوانز                                                                                                 | نامزدشده | [ ۲ ] [ ۳ ] [ ۴ ]    |
| جوایز برگزیده نوجوانان           | ۲۲ ژوئیه ۲۰۱۲  | انتخاب فیلم تابستان: اکشن                                                    | انتقام‌جویان                                                                                                 | برنده    | [ ۲ ] [ ۳ ] [ ۴ ]    |
| جوایز برگزیده نوجوانان           | ۲۲ ژوئیه ۲۰۱۲  | بهترین ستاره فیلم تابستان: مرد                                               | رابرت داونی جونیور                                                                                          | نامزدشده | [ ۲ ] [ ۳ ] [ ۴ ]    |
| جوایز برگزیده نوجوانان           | ۲۲ ژوئیه ۲۰۱۲  | بهترین ستاره فیلم تابستان: مرد                                               | کریس همسورث (انتقام‌جویان و سفیدبرفی و شکارچی)                                                               | برنده    | [ ۲ ] [ ۳ ] [ ۴ ]    |
| جوایز برگزیده نوجوانان           | ۲۲ ژوئیه ۲۰۱۲  | بهترین ستاره فیلم تابستان: زن                                                | اسکارلت جوهانسون                                                                                            | نامزدشده | [ ۲ ] [ ۳ ] [ ۴ ]    |
| جشنواره فیلم هالیوود             | ۱۰ اکتبر ۲۰۱۲  | جلوه‌های بصری                                                                 | جف وایت | برنده    | [ ۵ ]                |
| Detroit Film Critics Society     | ۱۴ دسامبر ۲۰۱۲ | بهترین گروه                                                                  | انتقام‌جویان                                                                                                 | نامزدشده | [ ۶ ]                |
| انجمن منتقدان فیلم سنت لوئیس     | ۱۷ دسامبر ۲۰۱۲ | بهترین جلوه‌های بصری                                                          | انتقام‌جویان                                                                                                 | نامزدشده | [ ۷ ]                |
| جایزه برگزیده مردم               | ۹ ژانویه ۲۰۱۳  | فیلم موردعلاقه                                                               | انتقام‌جویان                                                                                                 | نامزدشده | [ ۸ ]                |
| جایزه برگزیده مردم               | ۹ ژانویه ۲۰۱۳  | فیلم اکشن موردعلاقه                                                          | انتقام‌جویان                                                                                                 | نامزدشده | [ ۸ ]                |
| جایزه برگزیده مردم               | ۹ ژانویه ۲۰۱۳  | رای فیلم موردعلاقه                                                           | انتقام‌جویان                                                                                                 | نامزدشده | [ ۸ ]                |
| جایزه برگزیده مردم               | ۹ ژانویه ۲۰۱۳  | بازیگر مرد موردعلاقه فیلم                                                    | رابرت داونی جونیور                                                                                          | برنده    | [ ۸ ]                |
| جایزه برگزیده مردم               | ۹ ژانویه ۲۰۱۳  | بازیگر زن موردعلاقه فیلم                                                     | اسکارلت جوهانسون                                                                                            | نامزدشده | [ ۸ ]                |
| جایزه برگزیده مردم               | ۹ ژانویه ۲۰۱۳  | ستاره موردعلاقه فیلم اکشن                                                    | کریس ایوانز                                                                                                 | نامزدشده | [ ۸ ]                |
| جایزه برگزیده مردم               | ۹ ژانویه ۲۰۱۳  | ستاره موردعلاقه فیلم اکشن                                                    | کریس همسورث (انتقام‌جویان و سفیدبرفی و شکارچی)                                                               | برنده    | [ ۸ ]                |
| جایزه برگزیده مردم               | ۹ ژانویه ۲۰۱۳  | ستاره موردعلاقه فیلم اکشن                                                    | رابرت داونی جونیور                                                                                          | نامزدشده | [ ۸ ]                |
| جایزه برگزیده مردم               | ۹ ژانویه ۲۰۱۳  | قهرمان محبوب فیلم                                                            | کریس ایوانز به عنوان کاپیتان آمریکا                                                                         | نامزدشده | [ ۸ ]                |
| جایزه برگزیده مردم               | ۹ ژانویه ۲۰۱۳  | قهرمان محبوب فیلم                                                            | کریس همسورث به عنوان ثور                                                                                    | نامزدشده | [ ۸ ]                |
| جایزه برگزیده مردم               | ۹ ژانویه ۲۰۱۳  | قهرمان محبوب فیلم                                                            | رابرت داونی جونیور به عنوان مرد آهنی                                                                        | برنده    | [ ۸ ]                |
| جایزه برگزیده مردم               | ۹ ژانویه ۲۰۱۳  | شخصیت موردعلاقه روی صحنه                                                     | اسکارلت جوهانسون و جرمی رنر                                                                                 | نامزدشده | [ ۸ ]                |
| جایزه برگزیده مردم               | ۹ ژانویه ۲۰۱۳  | چهره موردعلاقه قهرمانانه                                                     | اسکارلت جوهانسون                                                                                            | نامزدشده | [ ۸ ]                |
| جایزه گزینش منتقدان فیلم         | ۱۰ ژانویه ۲۰۱۳ | بهترین فیلم اکشن                                                             | انتقام‌جویان                                                                                                 | نامزدشده | [ ۹ ]                |
| جایزه گزینش منتقدان فیلم         | ۱۰ ژانویه ۲۰۱۳ | بهترین بازیگر مرد فیلم اکشن                                                  | رابرت داونی جونیور                                                                                          | نامزدشده | [ ۹ ]                |
| جایزه گزینش منتقدان فیلم         | ۱۰ ژانویه ۲۰۱۳ | بهترین جلوه‌های بصری                                                          | انتقام‌جویان                                                                                                 | نامزدشده | [ ۹ ]                |
| جایزه آنی                        | ۲ فوریه ۲۰۱۳   | Outstanding Achievement, Animated Effects in a Live Action Production        | جروم پلاتوکس، جان سیگاروردون، رایان هاپکینز، رائول اسیگ و مارک چاتوی انتقام‌جویان – Industrial Light & Magic | برنده    | [ ۱۰ ]               |
| جایزه آنی                        | ۲ فوریه ۲۰۱۳   | Outstanding Achievement, Character Animation in a Live Action Production     | Jakub Pistecky, مایا کایزر، اسکات بنزا، استیو کینگ و کیران بات انتقام‌جویان – Industrial Light & Magic       | نامزدشده | [ ۱۰ ]               |
| VES Awards                       | ۵ فوریه ۲۰۱۳   | Outstanding Visual Effects in a Visual Effects-Driven Feature Motion Picture | انتقام‌جویان: سوزان پیکت، جاناک سیرز، جف وایت و Guy Williams                                                 | نامزدشده | [ ۱۱ ]               |
| VES Awards                       | ۵ فوریه ۲۰۱۳   | Outstanding Animated Character in a Live Action Feature Motion Picture       | هالک: مارک چو، جان دبلشتاین، سایرس جم و جیسون اسمیت                                                         | نامزدشده | [ ۱۱ ]               |
| VES Awards                       | ۵ فوریه ۲۰۱۳   | بهترین محیط ایجاد شده در یک فیلم بلند متحرک                                  | میدتاون منهتن: ریچارد بلوف، گیلز هنکوک، دیوید منی و اندی پروکتر                                             | برنده    | [ ۱۱ ]               |
| VES Awards                       | ۵ فوریه ۲۰۱۳   | Outstanding Virtual Cinematography in a Live Action Feature Motion Picture   | منهتن جنوبی: کالین بنویت، جرمی گلدمن، توری مرسر و آنتونی ریپولی                                             | نامزدشده | [ ۱۱ ]               |
| VES Awards                       | ۵ فوریه ۲۰۱۳   | بهترین مدل برای حرکت یک فیلم بلند                                            | هلی کریر: رنه گارسیا، بروس هولکومب، پولی ایگ و آرون ویلسون                                                  | برنده    | [ ۱۱ ]               |
| VES Awards                       | ۵ فوریه ۲۰۱۳   | بهترین کامپوستینگ برای حرکت یک فیلم بلند                                     | هالک پانچ: کریس بالگ، پیتر دمیرست، نلسون سپولودا و آلن تراویس                                               | نامزدشده | [ ۱۱ ]               |
| جوایز فیلم بفتا                  | ۱۰ فوریه ۲۰۱۳  | بهترین اثر جلوه‌های بصری                                                      | مونتاژ انتقام‌جویان                                                                                          | نامزدشده | [ ۱۲ ]               |
| Golden Reel Awards               | ۱۷ فوریه ۲۰۱۳  | بهترین ویرایش صدا - جلوه های صوتی و صداسازی در فیلم بلند                     | انتقام‌جویان                                                                                                 | نامزدشده | [ ۱۳ ]               |
| جایزه اسکار                      | ۲۴ فوریه ۲۰۱۳  | بهترین جلوه‌های تصویری                                                        | جانک سیرز، جف وایت، گای ویلیامز و دان سودیک                                                                 | نامزدشده | [ ۱۴ ]               |
| جوایز برگزیده کودکان نیکلودین    | ۲۳ مارس ۲۰۱۳   | فیلم موردعلاقه                                                               | انتقام‌جویان                                                                                                 | نامزدشده | [ ۱۵ ]               |
| جوایز برگزیده کودکان نیکلودین    | ۲۳ مارس ۲۰۱۳   | بازیگر زن موردعلاقه فیلم                                                     | اسکارلت جوهانسون                                                                                            | نامزدشده | [ ۱۵ ]               |
| جوایز برگزیده کودکان نیکلودین    | ۲۳ مارس ۲۰۱۳   | Favorite Male Buttkicker                                                     | رابرت داونی جونیور                                                                                          | نامزدشده | [ ۱۵ ]               |
| جوایز برگزیده کودکان نیکلودین    | ۲۳ مارس ۲۰۱۳   | Favorite Male Buttkicker                                                     | کریس همسورث                                                                                                 | نامزدشده | [ ۱۵ ]               |
| جوایز برگزیده کودکان نیکلودین    | ۲۳ مارس ۲۰۱۳   | Favorite Female Buttkicker                                                   | اسکارلت جوهانسون                                                                                            | نامزدشده | [ ۱۵ ]               |
| جوایز برگزیده کودکان نیکلودین    | ۲۳ مارس ۲۰۱۳   | بهترین نقش منفی                                                              | تام هیدلستون                                                                                                | نامزدشده | [ ۱۵ ]               |
| جایزه امپایر                     | ۲۴ مارس ۲۰۱۳   | بهترین فانتری علمی/فانتزی                                                    | مونتاژ انتقام‌جویان                                                                                          | نامزدشده | [ ۱۶ ]               |
| جایزه امپایر                     | ۲۴ مارس ۲۰۱۳   | بهترین 3D                                                                    | مونتاژ انتقام‌جویان                                                                                          | نامزدشده | [ ۱۶ ]               |
| جایزه امپایر                     | ۲۴ مارس ۲۰۱۳   | بهترین کارگردان                                                              | جاس ویدون                                                                                                   | نامزدشده | [ ۱۶ ]               |
| جایزه امپایر                     | ۲۴ مارس ۲۰۱۳   | بهترین بازیگر مرد                                                            | رابرت داونی جونیور                                                                                          | نامزدشده | [ ۱۶ ]               |
| جایزه امپایر                     | ۲۴ مارس ۲۰۱۳   | بهترین فیلم                                                                  | مونتاژ انتقام‌جویان                                                                                          | نامزدشده | [ ۱۶ ]               |
| جایزه سینمایی و تلویزیونی ام‌تی‌وی | ۱۴ آوریل ۲۰۱۳  | فیلم سال                                                                     | انتقام‌جویان                                                                                                 | برنده    | [ ۱۷ ] [ ۱۸ ] [ ۱۹ ] |
| جایزه سینمایی و تلویزیونی ام‌تی‌وی | ۱۴ آوریل ۲۰۱۳  | Best On-Screen Duo                                                           | رابرت داونی جونیور و مارک رافلو                                                                             | نامزدشده | [ ۱۷ ] [ ۱۸ ] [ ۱۹ ] |
| جایزه سینمایی و تلویزیونی ام‌تی‌وی | ۱۴ آوریل ۲۰۱۳  | بهترین مبارزه                                                                | رابرت داونی جونیور، کریس ایوانز، مارک رافلو، کریس همسورث، اسکارلت جوهانسون و جرمی رنر در مقابل تام هیدلستون | برنده    | [ ۱۷ ] [ ۱۸ ] [ ۱۹ ] |
| جایزه سینمایی و تلویزیونی ام‌تی‌وی | ۱۴ آوریل ۲۰۱۳  | بهترین قهرمان                                                                | رابرت داونی جونیور                                                                                          | نامزدشده | [ ۱۷ ] [ ۱۸ ] [ ۱۹ ] |
| جایزه سینمایی و تلویزیونی ام‌تی‌وی | ۱۴ آوریل ۲۰۱۳  | بهترین قهرمان                                                                | مارک رافلو                                                                                                  | نامزدشده | [ ۱۷ ] [ ۱۸ ] [ ۱۹ ] |
| جایزه سینمایی و تلویزیونی ام‌تی‌وی | ۱۴ آوریل ۲۰۱۳  | بهترین نقش منفی                                                              | تام هیدلستون                                                                                                | برنده    | [ ۱۷ ] [ ۱۸ ] [ ۱۹ ] |
| Taurus World Stunt Awards        | ۱۱ مه ۲۰۱۳     | بهترین مبارزه                                                                | انتقام‌جویان                                                                                                 | برنده    | [ ۲۰ ]               |
| Taurus World Stunt Awards        | ۱۱ مه ۲۰۱۳     | بهترین کار                                                                   | انتقام‌جویان                                                                                                 | برنده    | [ ۲۰ ]               |
| Taurus World Stunt Awards        | ۱۱ مه ۲۰۱۳     | بهترین کار با خودرو                                                          | انتقام‌جویان                                                                                                 | نامزدشده | [ ۲۰ ]               |
| Taurus World Stunt Awards        | ۱۱ مه ۲۰۱۳     | Best Overall Stunt By A Stunt Woman                                          | انتقام‌جویان                                                                                                 | برنده    | [ ۲۰ ]               |
| Taurus World Stunt Awards        | ۱۱ مه ۲۰۱۳     | سخت‌ترین ضربه                                                                 | انتقام‌جویان                                                                                                 | برنده    | [ ۲۰ ]               |
| Taurus World Stunt Awards        | ۱۱ مه ۲۰۱۳     | Best Stunt Coordinator And/Or Second Unit Director                           | انتقام‌جویان                                                                                                 | نامزدشده | [ ۲۰ ]               |
| جایزه نبولا                      | ۱۹ مه ۲۰۱۳     | Ray Bradbury Award for Outstanding Dramatic Presentation                     | انتقام‌جویان: جاس ویدون (کارگردان و نویسنده) و زک پن (نویسنده)                                               | نامزدشده | [ ۲۱ ]               |
| جایزه ساترن                      | ۲۶ ژوئن ۲۰۱۳   | Best Science Fiction Film                                                    | انتقام‌جویان                                                                                                 | برنده    | [ ۲۲ ] [ ۲۳ ]        |
| جایزه ساترن                      | ۲۶ ژوئن ۲۰۱۳   | بهترین بازیگر نقش مکمل مرد                                                   | کلارک گرگ                                                                                                   | برنده    | [ ۲۲ ] [ ۲۳ ]        |
| جایزه ساترن                      | ۲۶ ژوئن ۲۰۱۳   | بهترین کارگردان                                                              | جاس ویدون                                                                                                   | برنده    | [ ۲۲ ] [ ۲۳ ]        |
| جایزه ساترن                      | ۲۶ ژوئن ۲۰۱۳   | بهترین نویسنده                                                               | جاس ویدون                                                                                                   | نامزدشده | [ ۲۲ ] [ ۲۳ ]        |
| جایزه ساترن                      | ۲۶ ژوئن ۲۰۱۳   | بهترین ویرایش                                                                | جفری فورد و لیسا لاسک                                                                                       | نامزدشده | [ ۲۲ ] [ ۲۳ ]        |
| جایزه ساترن                      | ۲۶ ژوئن ۲۰۱۳   | بهترین جلوه‌های ویژه                                                          | جاناک سیرز, جف وایت, Guy Williams, and دان سودیک                                                            | برنده    | [ ۲۲ ] [ ۲۳ ]        |
| جایزه هوگو                       | ۱ سپتامبر ۲۰۱۳ | Best Dramatic Presentation — Long Form                                       | انتقام‌جویان                                                                                                 | برنده    | [ ۲۴ ]               |